# How Come (chanson)
Singles de D12
My Band
(2004)
How Come est une chanson du groupe de rap américain D12, tirée de l'album D12 World sorti en 2004. Produite par Eminem, elle constitue le second single extrait de cet album, le second du groupe. La chanson est distribuée par Interscope Records et Shady Records, label fondé par Eminem et Paul Rosenberg. La chanson a connu un grand succès en se classant notamment quatrième en Australie, en Irlande et au Royaume-Uni. La chanson traite des relations entre les différents membres du groupe, essentiellement entre Proof et Eminem. Un clip vidéo disponible sur la chaîne VEVO du groupe illustre la chanson.

## Liste des pistes
| No | Titre                 | Producteur(s)      | Durée |
| -- | --------------------- | ------------------ | ----- |
| 1. | How Come              | Witt & Pep, Eminem | 4:41  |
| 2. | 40 Oz.                | Trackboyz          | 4:08  |
| 3. | How Come - Video      | Witt & Pep, Eminem | 4:41  |
| 4. | 40 Oz. - Video        | Trackboyz          | 4:08  |
| 5. | 40 Oz. - Instrumental | Trackboyz          | 4:08  |

| No | Titre            | Producteur(s)      | Durée |
| -- | ---------------- | ------------------ | ----- |
| 1. | How Come         | Witt & Pep, Eminem | 4:41  |
| 2. | 40 Oz.           | Trackboyz          | 4:08  |
| 3. | How Come - Video | Witt & Pep, Eminem | 4:41  |
| 4. | 40 Oz. - Video   | Trackboyz          | 4:08  |

## Classement hebdomadaire
| Classement (2004)                       | Meilleure position |
| --------------------------------------- | ------------------ |
| Allemagne (Media Control AG)            | 15                 |
| Australie (ARIA)                        | 4                  |
| Autriche (Ö3 Austria Top 40)            | 17                 |
| Belgique (Flandre Ultratop 50 Singles)  | 15                 |
| Belgique (Wallonie Ultratop 50 Singles) | 26                 |
| Italie (FIMI)                           | 17                 |
| Pays-Bas (Nederlandse Top 40)           | 7                  |
| Nouvelle-Zélande (RMNZ)                 | 6                  |
| Norvège (VG-lista)                      | 10                 |
| Royaume-Uni (UK Singles Chart)          | 4                  |
| Suède (Sverigetopplistan)               | 42                 |
| Suisse (Schweizer Hitparade)            | 17                 |